# Алесандрия дела Рока
Алеса̀ндрия дела Ро̀ка (на италиански: Alessandria della Rocca; на сицилиански: Lisciànnira, Лишанира) е малко градче и община в Южна Италия, провинция Агридженто, автономен регион и остров Сицилия. Разположено е на 533 m надморска височина. Населението на общината е 3118 души (към 2011 г.).